# 風車小屋のシンフォニー
『丘の風車』（おかのふうしゃ）、『風車小屋のシンフォニー』（ふうしゃごやのシンフォニー、原題：The Old Mill）はウォルト・ディズニー・カンパニーによるシリー・シンフォニーシリーズのアニメーション短編映画作品である。ディズニーが初めてマルチプレーンカメラを導入したアニメーション作品。第10回アカデミー賞短編アニメ部門・技術部門受賞作。

## あらすじ
蜘蛛の巣の奥には村外れの古びた風車小屋があるのどかな風景が広がっていた。
風車小屋はもう粉をひかず歯車が廻らないように止めた縄も古びていたが中には卵を暖める小鳥やフクロウ、ネズミの家族、鳩のカップル等が住み着き、その周りにもいろいろな生き物が幸せそうにそれぞれの生活を満喫していた。
その晩、雨が降り始め大嵐が起こる。歯車を止めていた古びたロープがついに切れ、風車小屋の歯車は荒々しく廻り揺れ始める。風車小屋に住む生き物たちは大嵐に恐怖を感じながらも必死に踏ん張り続ける。そんな中で風車小屋の羽の一部が壊れ始め風車小屋は半壊。
そして朝、嵐は収まり、半壊し壊れかけた風車小屋の姿があった。その古びた風車小屋の生き物たちは何事もなかったようにいつもの生活を始めいつもの風景が戻るのであった。

## スタッフ
- 監督：ウィルフレッド・ジャクソン
- 作画：ウーゴ・ドルシ、ロバート・マーシュ、ダン・マクマナス、ジョシュア・メダー、トム・パーマー、スタン・クアッケンブッシュ、ジョージ・ローリー、ラルフ・サマーヴィル、ロバート・ストークス、ボブ・ウィッカーシャム
- 脚本：ディック・リチャード
- 音楽：リー・ハーライン
- 製作：ウォルト・ディズニー

## 日本での公開

### 収録
- 『シリー・シンフォニー 限定保存版』（DVD、ブエナ・ビスタ・ホーム・エンターテイメント）